# علیرضا پورمند
علیرضا پورمند (زاده ۲۳ اوت ۱۹۷۰) یک بازیکن فوتبال اهل ایران - تهران است. وی با انجام ۱۰۴ بازی متوالی و پیوسته در مسابقات فوتبال لیگ ایران پس از سید مهدی رحمتی رکورددار است.
او همچنین رکورددار بیشترین حضور در مسابقات لیگ فوتبال ایران است.

## تحصیلات
استاد دانشگاه پیام نور
کارشناسی ارشد مدیریت علوم ورزشی

## سابقه ی فوتبالی

### نوجوانان
وحدت تهران (۱۳۶۴ - ۱۳۶۵)

### جوانان
وحدت (۱۳۶۵ - ۱۳۶۸)

### بزرگسالان
وحدت تهران (۱۳۶۸ - ۱۳۶۹)
شاهین تهران (۱۳۶۹ - ۱۳۷۰)
بانک تجارت تهران (۱۳۷۰ - ۱۳۷۳)
سپاهان اصفهان (۱۳۷۴ - ۱۳۷۵)
ذوب آهن اصفهان (۱۳۷۶ - ۱۳۷۸)
پاس تهران (۱۳۷۸ - ۱۳۷۹)
فجر سپاسی شیراز (۱۳۷۹ - ۱۳۸۲)
ابومسلم خراسان (۱۳۸۲ - ۱۳۸۵)
تراکتور سازی تبریز (۱۳۸۵ - ۱۳۸۶)

## عناوین
فینالیست چهار دوره ی جام حرفی فوتبال ایران با تیم های فجر سپاسی شیراز و ابومسلم
یکی از رکورداران بیشترین بازی در باشگاههای فوتبال ایران
بازیکن اخلاق لیگ ۸۵ ـ ۸۴
بهترین طراح تمرین در فوتبال ایران
رکوردار کمترین کارت زرد در فوتبال ایران

## عضویت در تیم های ملی
عضو تیم ملی امید ایران برای المپیک ۱٩٩٢ بارسلون (۱۳۶۹ - ۱۳۷۰)
عضو تیم ملی فوتسال ایران برای جام جهانی ۱۹۹۶ اسپانیا (۱۳۷۵)

## سابقه ی مربیگری

### سرمربی
تراکتور سازی تبریز (۱۳۸۶)

### مربی
راه آهن تهران (۱۳۸۹ - ۱۳۹۰)
داماش گیلان (۱۳۹۰ - ۱۳۹۱)
استیل آذین (۱۳۹۱ - ۱۳۹۲)
صبای قم (۱۳۹۲ - ۱۳۹۳)
تیم ملی جوانان ایران (۱۳۹۴ - ۱۳۹۶)
تیم ملی جوانان ایران - انتخابی جام جهانی کره جنوبی ١٣٩٣ در کشور بحرین
تیم ملی جوانان ایران - جام جهانی کره جنوبی ۱۳۹۴